# Lioscincus
Lioscincus es un género de lagartos perteneciente a la familia Scincidae. Son endémicos de Nueva Caledonia.

## Especies
Según The Reptile Database:
- Lioscincus greeri (Böhme, 1979)
- Lioscincus maruia Sadlier, Whitaker & Bauer, 1998
- Lioscincus nigrofasciolatum (Peters, 1869)
- Lioscincus novaecaledoniae (Parker, 1926)
- Lioscincus steindachneri Bocage, 1873
- Lioscincus tillieri (Ineich & Sadlier, 1991)
- Lioscincus vivae Sadlier, Bauer, Whitaker & Smith, 2004